# Champgenéteux
Champgenéteux é uma comuna francesa na região administrativa da Pays de la Loire, no departamento de Mayenne. Estende-se por uma área de 24,65 km², com  habitantes, com uma densidade de 23,4 hab/km².